# Laguna Cáceres
Laguna Cáceres är en sjö i Bolivia.   Den ligger i departementet Santa Cruz, i den östra delen av landet, 800 km öster om huvudstaden Sucre. Laguna Cáceres ligger 83 meter över havet. Arean är 26,5 kvadratkilometer. Den sträcker sig 6,1 kilometer i nord-sydlig riktning, och 13,2 kilometer i öst-västlig riktning.
Trakten runt Laguna Cáceres består huvudsakligen av våtmarker. Runt Laguna Cáceres är det mycket glesbefolkat, med 7 invånare per kvadratkilometer.